# Haggis pakora
El haggis pakora es un platillo de entrada escocés que combina los ingredientes del haggis tradicional escocés con especies, rebozado y el método de preparación de las pakoras indias. Es un platillo popular en los restaurantes indios de Escocia, y también se lo comercializa preparado en supermercados.

## Origen
El haggis pakora ha sido descrito como una «alianza indio-caledonia altamente improbable que utiliza los elementos escoceses más potentes de la cocina escocesa: vísceras de oveja (corazón, hígado y pulmones) y fritura» Se le ha denominado «un ejemplo inspirador de fusión indo-gaélica». Los haggis pakoras son solo uno de los muchos alimentos de fusión que han surgido en los últimos años. Otros incluyen haggis samosas, haggis spring rolls, haggis lasaña y haggis quesadillas. A menudo, utilizan haggis vegetarianos en lugar de los tradicionales haggis hechos con el estómago de una oveja relleno con el pulmón, el corazón y el hígado picados mezclados con avena.
El platillo parece haber sido la creación de la comunidad sij durante un Mela escocés celebrado en la SEC en 1992-3, donde con la colaboración del Chef ejecutivo en ese momento Bill McMeekin, se le pidió ideas sobre cómo combinar productos escoceses e influencias culinarias indias. Durante algunos experimentos prácticos, se descubrió que el haggis podía usarse de la misma manera que otros ingredientes del pakora. Los haggis pakoras se han convertido en aperitivos populares en los restaurantes indios de Escocia, donde apelan a la predilección nacional por la comida frita. En 2013 se informó que una empresa de productos cárnicos de Greenock había lanzado haggis pakoras preparados. El producto había ganado el premio al Mejor Producto Innovador en los BPEX Foodservice Awards 2013. El célebre chef escocés Tony Singh sirvió haggis pakora en un restaurante improvisado durante el Festival de Edinburgo 2015.

## Preparación
El haggis se cuece con la piel de la forma habitual. La piel se desecha y el contenido (carne, avena, etc.) se desmenuza con un tenedor.
La mezcla se puede condimentar con jengibre, semillas de comino, semillas de coriandro, cúrcuma y garam masala.
Una masa líquida espesa se prepara con harina de garbanzos, polvo de ají picante, comino, sal, yogur y jugo de limón.
La carne es moldeada en bolas, recubierta con la masa líquida y freída en aceite.
La pakora se fríe de 3 a 4 minutos, y está lista cuando la masa líquida se encuentra crocante y dorada.
Los haggis pakoras se pueden servir junto con una salsa para embeber preparada con  tomates picados, ketchup, pimienta de cayena, paprika, salsa de ají, jugo de limón y caldo de carne.
También se pueden servir acompañados de una salsa de yogur cremoso.
Los haggis pakoras también se pueden preparar con haggis vegetarianos, y pueden servirse con chutney de mango en vez de la salsa.
En otra variante los haggis vegetarianos se colocan dentro de los sombreros de hongos, que luego se recubren de masa líquida y se fríen.